# Колючохвіст пурпуровий
Колючохвіст пурпуровий (Hirundapus celebensis) — вид птахів родини серпокрильцевих (Apodidae). Поширений в Південно-Східній Азії.

## Поширення
Вид поширений на Філіппінах та на індонезійському острові Сулавесі, де трапляється лише на півострові Мінагаса на півночі острова. Цей птах живе в різних лісах і на відкритому просторі в низинах або на пагорбах, на висоті 150—2000 м.

## Опис
Це величезні серпокрильці, середня довжина яких становить близько 25 см і вага від 170 до 203 г. Розмах крил може коливатися до 60 см, з довжиною хорди крил від 20,3 до 23,4 см. Загальне оперення здебільшого рівномірне чорнувате, з білуватими плямами на лорі.